# Portlerkopf
Portlerkopf är en bergstopp i Österrike.   Den ligger i distriktet Bregenz och förbundslandet Vorarlberg, i den västra delen av landet, 500 km väster om huvudstaden Wien. Toppen på Portlerkopf är 1 905 meter över havet, eller 51 meter över den omgivande terrängen. Bredden vid basen är 0,39 km. Portlerkopf ingår i Kanisfluh.
Terrängen runt Portlerkopf är bergig åt sydost, men åt nordväst är den kuperad. Runt Portlerkopf är det ganska glesbefolkat, med 47 invånare per kvadratkilometer.. Närmaste större samhälle är Dornbirn, 16,7 km nordväst om Portlerkopf. 
Trakten runt Portlerkopf består i huvudsak av gräsmarker.